# François-Nicolas-Madeleine Morlot
François-Nicolas-Madeleine kardinál Morlot (28. prosince 1795 Langres – 29. prosince 1862 Paříž) byl francouzský římskokatolický kněz, biskup v Orléans (1839–1842), arcibiskup v Tours (1842–1857) a arcibiskup pařížský (1857–1862). V roce 1853 byl jmenován kardinálem.

## Životopis
François-Nicolas-Madeleine Morlot studoval v Langres a poté v kněžském semináři v Dijonu. Dne 27. květen 1820 byl vysvěcen na kněze. V následujících letech působil jako vikář při katedrále v Dijonu, od roku 1830 jako generální vikář a od 1833 jako kanovník kapituly při katedrále. V roce 1839 byl jmenován biskupem v Orléans a roku 1842 se stal arcibiskupem v Tours. Papež Pius IX. jej dne 7. března 1853 jmenoval kardinálem s titulem kardinál-kněz u kostela Santi Nereo e Achilleo. Po atentátu na pařížského arcibiskupa Siboura byl povolán na jeho místo. Za jeho působení vznikly v Paříži kostely Notre-Dame de Clignancourt, sv. Augustina, Saint-Bernard de la Chapelle, Nejsvětější Trojice a sv. Františka Xaverského.